# Baxter Springs, Kansas
Baxter Springs là một thành phố thuộc quận Cherokee, tiểu bang Kansas, Hoa Kỳ. Năm 2010, dân số của xã này là 4238 người.

## Dân số
Dân số các năm:
- Năm 2000: 4602 người
- Năm 2010: 4238 người